# Metropolia Portoviejo
Metropolia Portoviejo – metropolia rzymskokatolicka w Ekwadorze utworzona 25 lutego 1994 roku.

## Diecezje wchodzące w skład metropolii
- Archidiecezja Portoviejo
  - Diecezja Santo Domingo

## Biskupi
- Metropolita: abp Eduardo José Castillo Pino (od 2019) (Portoviejo)
- Sufragan: bp Bertram Wick (od 2015) (Santo Domingo de los Colorados)

## Główne świątynie metropolii
- Katedra Jezusa Dobrego Pasterza w Portoviejo
- Bazylika Najświętszej Dziewicy z Montserrat w Montecristi
- Katedra Wniebowstąpienia w San Domingo de los Colorados